# 282
282. је била проста година.

## Догађаји
- Цар Проб путује ка Сирмијуму (Србија). Покушава да употреби своје трупе у мирним пројектима, као што је исушивање мочвара у Панонији.
- Преторијански префект Марко Аурелије Кар узурпира власт у Ретији. Проб покушава да организује кампању против Кара, али га убијају његове незадовољне трупе у Сирмијуму.
- Кар побеђује Кваде и Сармате на Дунаву; за своје победе добија титулу Германик Максимус.
- Кар поставља своје синове Карина и Нумеријана за цезаре.
- Нови град је изграђен у Фуџоу, мало јужније од првобитног града Је.
- Патријарх Теона из Александрије постаје један од првих епископа који је користио титулу Папа.